# Erik Haula
Erik Haula (* 23. März 1991 in Pori) ist ein finnischer Eishockeyspieler, der seit Juni 2025 wieder bei den Nashville Predators in der National Hockey League unter Vertrag steht. Der Angreifer kam bereits im Alter von 16 Jahren nach Nordamerika, besuchte die University of Minnesota und war anschließend vier Jahre für die Minnesota Wild, zwei Jahre für die Vegas Golden Knights sowie für die Carolina Hurricanes, Florida Panthers, Boston Bruins und New Jersey Devils aktiv.

## Karriere

### Jugend
Erik Haula entstammt einer Sportlerfamilie, so betrieb seine Mutter Eisschnelllauf, während sein Vater als Spieler und Trainer im semiprofessionellen finnischen American Football aktiv war. Dieser war es auch, der Erik Haula zum Eishockey brachte, da er Football für zu gefährlich hielt. Später war sein Vater als Berater für weitere finnische Spieler in Nordamerika tätig, unter anderem, weil im Haus der Familie in Finnland des Öfteren Amerikaner zu Gast waren und sowohl er als auch sein Sohn fließend Englisch lernten.
Haula begann im Alter von drei Jahren mit dem Eishockeyspielen und durchlief die Jugendabteilungen der Porin Ässät, der Eishockeymannschaft seiner Heimatstadt Pori. Bereits über den Jahreswechsel 2007/08 vertrat er die Nationalmannschaft seines Landes bei der World U-17 Hockey Challenge 2008 und gewann dort die Bronzemedaille. Wenige Monate später nahm er auch an der U18-Weltmeisterschaft 2008 teil und belegte dort mit der Mannschaft den sechsten Platz. Im Anschluss entschied die Familie, dass Haula nach Nordamerika ziehen solle, um seiner Karriere bessere Bedingungen zu gewähren. Somit besuchte der Finne seit 2008 die High School Shattuck-Saint Mary’s in Faribault, Minnesota. Das Internat ist für seine sportliche Talentförderung bekannt, sodass Haula häufig von Scouts beobachtet wurde. Dadurch wurde er bereits im NHL Entry Draft 2009 an 182. Position ausgewählt, obwohl er in keiner führenden Juniorenliga, sondern in einer High-School-Liga spielte. Zudem wurde er beim CHL Import Draft des Jahres in der ersten Runde von den Calgary Hitmen als insgesamt 60. Spieler gezogen. Vor den Drafts nahm er zudem erneut an der U18-Weltmeisterschaft teil.
Nach dem Entry Draft wechselte der Angreifer nach Omaha zu den Omaha Lancers in die höhere United States Hockey League (USHL). Diese hatten ihn beim Draft ihrer Liga in der zweiten an Gesamtnummer 21 gedraftet. Dort schloss er die High School ab und spielte erfolgreich in der höchsten Juniorenliga der Vereinigten Staaten, so erreichte er mit der Mannschaft das Conference-Finale und war fünftbester Scorer der gesamten Liga mit 72 Punkten aus 56 Spielen. Nach der Saison wählte man ihn ins USHL All-Rookie Team sowie ins USHL Second All-Star Team; zudem nahm er am All-Star Game teil. Daraufhin wurde er auch im KHL Junior Draft ausgewählt, vom SKA Sankt Petersburg an 160. Stelle.

### University of Minnesota
Im Anschluss schrieb sich Haula an der University of Minnesota ein und spielte mit Beginn der Saison 2010/11 für die Gophers in der Western Collegiate Hockey Association (WCHA). Er war damit erst der zweite Spieler in der Geschichte der Hochschule, der für das Eishockeyteam auflief und nicht aus Nordamerika stammte – nach Thomas Vanek, mit dem er später bei den Wild zusammenspielen sollte.  Bereits im Freshman-Jahr lieferte er die meisten Torvorlagen des Teams (18) und führte ligaweit alle Freshmen in Vorlagen und Scorerpunkten (24) an. Zudem nahm er an der U20-Weltmeisterschaft 2011 teil und belegte dort erneut den sechsten Platz. Als Sophomore war Haula bereits bester Scorer (49) der Gopher und erreichte mit der Mannschaft die Frozen Four, die Finalspiele der besten vier College-Mannschaften der USA.
In seinem dritten und letzten Jahr an der U of M steigerte der Finne seine persönliche Statistik erneut (51 Punkte aus 37 Spielen) und wurde ins WCHA Second All-Star Team und ins All-Academic Team berufen. Nach dem Ende der College-Saison gab er für die Houston Aeros, dem Farmteam der Wild, sein Profi-Debüt in der American Hockey League (AHL) und kam bis zum Saisonende auf elf Einsätze in regulärer Saison und Play-offs.

### NHL
Im Juli 2013 nahmen ihn die Minnesota Wild unter Vertrag und gaben ihn vorerst an ihr neues Farmteam, die Iowa Wild, ab. Dort konnte Haula überzeugen und wurde in der Folge schon im November 2013 erstmals ins NHL-Aufgebot berufen, debütierte in der National Hockey League (NHL) und verbrachte den Großteil der restlichen Saison dort (46 Spiele). Insbesondere in den anschließenden Play-offs machte er mit sieben Punkten aus 13 Spielen auf sich aufmerksam. Nachdem er mit der finnischen Nationalmannschaft darüber hinaus Vizeweltmeister wurde, hatte er seinen Stammplatz im NHL-Kader mit Beginn der Saison 2014/15 sicher. In der folgenden Saison 2015/16 steigerte er seine persönliche Statistik deutlich auf 34 Punkte aus 76 Spielen und führte die Wild außerdem in der Plus/Minus-Statistik (+21) sowie in Unterzahl-Scorerpunkten (4) an. Anschließend gehörte er zum finnischen Aufgebot beim World Cup of Hockey 2016.
Im Juni 2017 wurde er im NHL Expansion Draft 2017 von den Vegas Golden Knights ausgewählt. Für diese Wahl (und um andere Spieler vor einer Wahl zu schützen) schickte Minnesota zusätzlich Alex Tuch im Tausch für ein Drittrunden-Wahlrecht im NHL Entry Draft 2017 oder 2018 nach Vegas. Bei den Golden Knights unterzeichnete Haula direkt einen neuen Dreijahresvertrag, der ihm ein durchschnittliches Jahresgehalt von 2,75 Millionen US-Dollar einbringen soll. Mit dem Team erreichte er in den folgenden Playoffs 2018 überraschend das Finale um den Stanley Cup, unterlag dort allerdings den Washington Capitals. Zudem gehörte er in der Debütsaison zu den zahlreichen Spielern der Golden Knights, die ihre persönliche Statistik deutlich steigern konnten, so verzeichnete er 55 Scorerpunkte und wurde mit 29 Treffern zum zweitbesten Torschützen der Mannschaft hinter William Karlsson. Im folgenden Spieljahr absolvierte der Finne lediglich 15 Partien, da er ab Mitte November 2018 aufgrund einer Verletzung für den Rest der Saison ausfiel. Im Juni 2019 wurde Haula im Tausch für Nicolas Roy zu den Carolina Hurricanes transferiert. Zudem erhalten die Golden Knights, die aufgrund ihrer Salary-Cap-Situation zu diesem Transfer gezwungen waren, ein Fünftrunden-Wahlrecht im NHL Entry Draft 2021, sofern Haula über den Sommer 2020 hinaus dem Kader Carolinas angehört oder weitertransferiert wird. Letzteres geschah, da Haula zur Trade Deadline im Februar 2020 samt Lucas Wallmark, Eetu Luostarinen und Chase Priskie zu den Florida Panthers transferiert wurde. Im Gegenzug erhielten die Hurricanes Vincent Trocheck.
In Florida beendete der Finne die Spielzeit 2019/20, ehe sein auslaufender Vertrag nicht verlängert wurde und er sich im Dezember 2020 als Free Agent den Nashville Predators anschloss. In gleicher Weise wechselte er im Juli 2021 zu den Boston Bruins. Diese wiederum gaben ihn im Juli 2022 an die New Jersey Devils ab und erhielten im Gegenzug die Rechte am Restricted Free Agent Pavel Zacha. Von dort gelangte er im Juni 2025 zurück zu den Nashville Predators, die dafür Jeremy Hanzel und ein Viertrunden-Wahlrecht im NHL Entry Draft 2025 nach New Jersey transferierten.

## Erfolge und Auszeichnungen
| - 2010 Teilnahme am USHL All-Star Game - 2010 USHL All-Rookie Team - 2010 USHL Second All-Star Team | - 2013 WCHA All-Academic Team - 2013 WCHA Second All-Star Team |

### International
- 2008 Bronzemedaille bei der World U-17 Hockey Challenge
- 2014 Silbermedaille bei der Weltmeisterschaft

## Karrierestatistik
Stand: Ende der Saison 2024/25

### International
Vertrat Finnland bei:
| - World U-17 Hockey Challenge 2008 - U18-Junioren-Weltmeisterschaft 2008 - U18-Junioren-Weltmeisterschaft 2009 - U20-Junioren-Weltmeisterschaft 2011 | - Weltmeisterschaft 2014 - World Cup of Hockey 2016 - 4 Nations Face-Off 2025 |

(Legende zur Spielerstatistik: Sp oder GP = absolvierte Spiele; T oder G = erzielte Tore; V oder A = erzielte Assists; Pkt oder Pts = erzielte Scorerpunkte; SM oder PIM = erhaltene Strafminuten; +/− = Plus/Minus-Bilanz; PP = erzielte Überzahltore; SH = erzielte Unterzahltore; GW = erzielte Siegtore; 1 Play-downs/Relegation; Kursiv: Statistik nicht vollständig)